# .308 Winchester

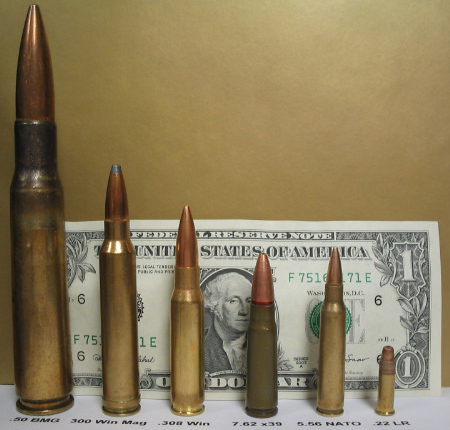
Kalibrar i jämförelse, från vänster: .50 BMG, .300 Win Mag, .308 Winchester, 7,62×39 mm, 5,56×45 mm och .22 Long Rifle.

.308 Winchester är en civil kaliber som används för högviltsjakt. Den är mycket nära besläktad med den militära kalibern 7,62×51 mm NATO (även betecknad 7,62 NATO), till den grad att kaliberbeteckningarna ibland används som synonymer. Den civila patronen är emellertid i de flesta mått lite mindre än den militära. Ett civilt vapen med ett minimumpatronläge kan därför komma att ge svårigheter om man vill skjuta militärpatroner i det.

## Historia
Efter andra världskriget ville den amerikanska försvarsmakten ha en kortare version av .30-06 Springfield, vilket skulle göra det möjligt att bära fler patroner för en given vikt ammunition. 1951 introducerades den militära versionen, och bara ett år senare lanserade Winchester sin civila motsvarighet, .308 Winchester.

## Prestanda
Med en kulvikt på 9,7 gram (150 grain) har .308 Winchester en typisk utgångshastighet på omkring 850 m/s med en utgångsenergi på omkring 3500 J. Med en kulvikt på 11,7 gram (180 grain), som är den tyngsta kulvikt som normalt används för kalibern, har .308 Winchester en typisk utgångshastighet på omkring 800 m/s med en utgångsenergi på omkring 3700 J. I båda exemplen har en pipa med en längd på 610 millimeter (24 tum) använts.

## Användning

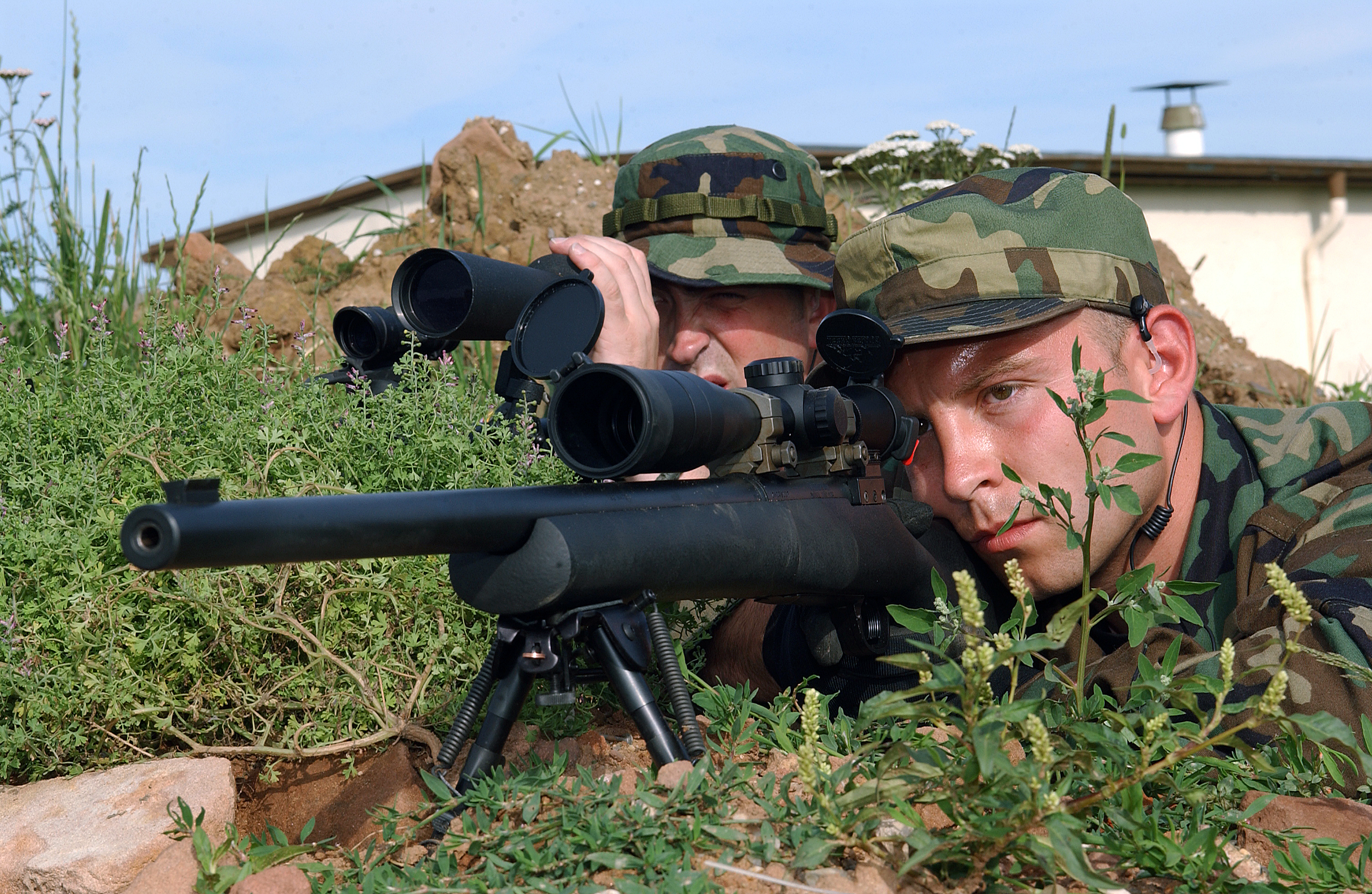
M24, den militära versionen av Remington 700 i 7,62 NATO.

Kalibern blev snabbt populär då det fanns ett stort utbud av kulor i .30 inch/7,62 mm, och den korta hylsan gjorde att man kunde använda patronen i korta mekanismer vilket gav ett något kortare och lättare vapen. Precisionen var också god, och den amerikanska marinkåren använder den vid skarpskytte upp till 915 meter (1000 yard). Allt detta bidrar till att göra .308 Winchester till en välfungerande allround-patron.

### Finland
Kalibern är den vanligaste kalibern vid älgjakt i Finland, då den gamla ryska militärkalibern 7,62×54 mm R förlorat i popularitet i takt med att Mosin-Nagant-gevären minskat i antal. På senare år har kraftigare kalibrar ökat i popularitet, med .30-06 Springfield och 9,3×62 mm som främsta utmanare.

### Sverige
Denna kaliber är klassad som klass 1, vilket innebär att den får användas för att jaga allt vilt. 
Kalibern är populär i jägarkretsar eftersom den fungerar bra till de flesta av de mest populära typerna av jakt och ammunition är lättillgänglig och relativt billig samt att det finns en god tillgång av nytillverkade studsarmodeller i kalibern. .308 Winchester har dock i Sverige, ett rykte kring sig av att vara ineffektiv. Detta beror främst på att kalibern ofta används för älgjakt där den mindre och för skytten mildare 6,5×55 mm dödar nästan lika snabbt. 6,5x55 mm har dessutom flackare kulbana. .308 Winchester fungerar väl på vanliga skjutavstånd med relativt liten köttförstöring. Dessutom finns en tradition bland svenska jägare att använda kalibrar som antas av svenska försvaret, eventuellt kopplat till värnplikten där många kommit i kontakt med försvarets kalibrar eller tillgängligheten till ammunition.